# Сербул, Георгий Яковлевич
Георгий Яковлевич Сербул (30 апреля 1914 – 26 апреля 1979) – советский инженер-изобретатель, организатор производства и рационализатор. Наиболее известен как изобретатель речной толкаемой ледокольной приставки.

## Биография
Георгий Яковлевич Сербул родился 30 апреля 1914 года в деревне Савчинское Фрунзовского района Одесской области, где жил до 1931 года. После окончания Одесской школы юнг Черноморского пароходства, в 1933 году он был направлен на работу в Московское пригородное пароходство, где был рулевым, диспетчером, старшим диспетчером.
С 1941 года работал в пароходстве Москва-Волга-Канал (после объединения с Московским пригородным пароходством – Московском речном пароходстве), пройдя путь от приёмосдатчика до главного диспетчера.
В 1950 году окончил Ленинградский институт инженеров водного транспорта по специальности инженер-экономист.
С 1955 по 1976 год был начальником службы эксплуатации флота и портов Московского речного пароходства.
По его инициативе в 1958 году в пароходстве введён единый бассейновый график движения флота для смежных пароходств Центрального бассейна. В 1959 году грузовой флот пароходства работал по единому графику на внутренних и транзитных линиях.
С 1960 по 1969 год Сербулом были получены удостоверения на изобретения и рационализаторские предложения, впоследствии внедрённые на предприятиях Московского речного пароходства Министерства речного флота РСФСР:
- паровая нефтеперекачечная станция с дымонагнетательной установкой для выкачки сырой нефти из нефтеналивных барж закрытым способом;
- приспособление для удаления воды из бункерных барж проекта 567/555 (в соавторстве с Шароновым А.С.);
- модернизация баржи проекта «461 Б» (в соавторстве с Шориным Д. М.);
- плавучий классификатор–обезвоживатель песка и песчано-гравийной смеси.

По предложению Сербула на Белгородском ССРЗ был переработан проект т/х «Запорожье» для условий Московского бассейна, и в 1963 году началось строительство грузовых теплоходов типа «Окский».
Георгий Яковлевич был одним из инициаторов группового метода работы экипажей судов на линии Пермь-Москва, позволившего за одну навигацию 1975 года повысить производительность труда на 36%. Метод получил широкое распространение во всех бассейнах рек России.
Сербулу принадлежит идея внедрения изгибаемых составов на базе т/х «Окский» и баржи пр. 942 грузоподъёмностью 1000 тонн, что позволило повысить производительность труда экипажей на 25-30% и на 40% снизить себестоимость перевозок.
Имя Сербула стало широко известно на речном флоте благодаря изобретённой им в 1969 году толкаемой ледокольной приставке (ЛПС-14), запатентованной в 1971 году. Она имела корпус с наклонным форштевнем и разваленными бортами. Её применение началось в Московском пароходстве в 1974 году и позволяло за счёт продления навигации увеличить объём перевозок на 2,3-2,8 миллионов тонн. Приставки Сербула были построены и применялись во всех речных пароходствах, а идеи её контракции нашли применение в речных ледоколах, построенных в Финляндии в 1980-х годах. В разработке чертежей приставки Георгию Яковлевичу помогал его сын Сергей Сербул, который в то время был инженером-технологом Московского южного порта.
Георгий Яковлевич был награждён орденом «Знак Почёта», медалями СССР и ведомственными наградами.
В 1976 году вышел на пенсию.
Умер 26 апреля 1979 года в Москве. Похоронен на Химкинском кладбище.
В его честь назван речной буксир-толкач.